# Antonia, romance hongroise
Antonia, romance hongroise é um filme de comédia musical francês dirigido por Jean Boyer e Max Neufeld. Lançado em 1935, foi protagonizado por Marcelle Chantal, Fernand Gravey e Josette Day.